# Barragem de Rego do Milho
A barragem de Rego do Milho localiza-se no município de Chaves, distrito de Vila Real, Portugal. Situa-se no ribeiro do Milho. A barragem entrou em funcionamento em 2005.

## Barragem
É uma barragem de aterro (terra e enrocamento). Possui um comprimento de coroamento de 349 m. O volume da barragem é de 260.000 m³. Possui uma capacidade de descarga máxima de .. (descarga de fundo) + 4 (descarregador de cheias) m³/s.

## Albufeira
A albufeira da barragem apresenta uma superfície inundável ao NPA (Nível Pleno de Armazenamento) de 0,184 km² e tem uma capacidade total de 1,88 Mio. m³. As cotas de água na albufeira são: NPA de 455 metros, NMC (Nível Máximo de Cheia) de 455,5 metros e NME (Nível Mínimo de Exploração) de .. metros.